# Флавій Фавст Альбін Юніор
Флавій Фавст Альбін Юніор (*Caecina Decius Faustus Albinus Iunior, д/н —525) — державний діяч часів правління остготського короля Теодоріха.

## Життєпис
Походив зі знатного роду Деціїв. Старший син Деція Максима Василя Юніора, консула 480 року. Завдяки впливому становищу свого батька у 493 році призначається консулом (разом з Флавієм Евсебієм). У 498 році під час обрання нового папи римського підтримав Симаха. На думку дослідника Дж. Мурхеда внаслідок цього вступив у протиріччя з двома іншими своїми братами — Феодором і Інпортуном, які підтримали Лаврентія. Альбіна підтримував ще один брат — Авієн.
У 500 році після смерті батька очолив партію «зелених» та отримав посаду преторіанського префекта Італії. На цій посаді перебував до 503 року. Під час своєї каденці на власні кошти та своєї дружини Глафіри звів базиліку Св. Петра на Тибуртинській дорозі, яку висвятив папа римський Симах. 503 року став патрицієм. У 508 році викликаний до королівського двору в Равенні. Відоме його листування з Еннодієм Феліксом.
519 року виступив посередником під час церковного конфлікту між папою римським Горміздом та Константинопольським патріархатом. У 523 або 524 році референдарій Кіпріан звинуватив Альбіна у злочиних зносинах з візантійським імператором Юстином I. На захист Альбіна виступив Боецій. Тоді Кіпріан розширив звинувачення й на Боеція. В результаті останнього було засуджено та страчено. Ймовірно Альбіна також було страчено у Вероні у 525 році.

## Родина
Дружина — Аніція Глафира
Діти:
- Аніцій Фавст Альбін Василь, консул 541 року